# نهاية الإقدام في علم الكلام (كتاب)
نهاية الإقدام في علم الكلام هو كتاب في علم الكلام من تأليف الإمام أبي الفتح الشهرستاني جمع فيه جميع مسائل الكلام، وجعلها في عشرين قاعدة ناقش خلالها الآراء الكلامية والفلسفية في القضايا العقدية. وللكتاب أهمية بالغة تظهر في كثرة نقول أهل العلم عنه، كما اعتمده العلامة سيف الدين الآمدي اعتمادا ملحوظا في كتابه «غاية المرام في علم الكلام».

## سبب تأليف الكتاب
أفصح الشهرستاني عن غرضه من تأليف هذا الكتاب في مقدمته، وهو جمع مشكلات الأصول وحل ما انعقد من غوامضها على أرباب العقول، ثم أوضحه في أواسط الكتاب قال: «ولولا أني التزمت على نفسي في هذا الكتاب أن أبين مصادر المذاهب ومواردها واشتراك منتهى إقدام العقول في مسائل الأصول، وإلا ما أهمني كشف الأسرار وهتك الأستار»، وقال في أواخر الكتاب: «فإني لم أشترط على نفسي في هذا الكتاب نقل ما ذكر في الكلام، وإنما شرطت حل المشكلات من المعقولات، وبيان منتهى إقدام أهل الأصول في مراتب العقول دون المنقول». وقيل أن الشهرستاني أراد أن يثبت في كتابه «نهاية الإقدام» اعتقاده الصحيح الذي ربما عرّضه للارتياب فيه ما عرضه من الموضوعية في كتابه«الملل والنحل»، فوضع الأول بعد الثاني وجاء مكملا له.
وقد وعد الشهرستاني بتأليف كتاب«نهايات أوهام الحكماء الإلهيين» يناقش خلاله الآراء الحكمية، تتمة للغرض الذي من أجله ألف كتاب «نهاية الإقدام»، قال في ذلك: «وقد نجز غرضنا من عشرين قاعدة في بيان نهايات إقدام أهل الكلام وإن تنفس الأجل وأمهل العمر شرعنا في عشرين أخرى في بيان نهايات أوهام الحكماء الإلهيين». أما إنجاز الوعد فليس هناك دليل عليه، وقد مال كل من د. بدران ود. سهير مختار إلى أن المؤلف قد أنجز وعده وألف الكتاب.

## محتوى الكتاب
اشتمل الكتاب على عشرين قاعدة هي:
- القاعدة الأولى: في حدث العالم، وبيان استحالة حوادث لا أول لها واستحالة حوادث لا آخر لها واستحالة وجود أجسام لا تتناهى مكانا.
- القاعدة الثانية: في حدوث الكائنات بأسرها بإحداث الله لها.
- القاعدة الثالثة: في التوحيد، وفيه ذكر الوحدانية ومعنى الواحد، تمهيدا للرد على الثنوية.
- القاعدة الرابعة: في إبطال التشبيه، وفيها الرد على أصحاب الصور، وأصحاب الجهة، والكرامية في قولهم أن الله تعالى محل للحوادث.
- القاعدة الخامسة: في إبطال مذهب التعطيل وبيان وجوه التعطيل.
- القاعدة السادسة: في الأحوال بين المثبتين والنافين، مع بيان مصدر القولين وصوابهما من وجه وخطئهما من وجه آخر.
- القاعدة السابعة: في المعدوم هل هو شيء أم لا، وفي الهيولى، وفي الرد على من أثبت الهيولى بغير صورة الوجود.
- القاعدة الثامنة: في إثبات العلم بإحكام الصفات العلى.
- القاعدة التاسعة: في إثبات العلم بالصفات الأزلية.
- القاعدة العاشرة: في العلم الأزلي خاصة وأنه أزلي واحد متعلق بجميع المعلومات.
- القاعدة الحادية عشرة: في الإرادة، وهي تتشعب إلى ثلاث مسائل، إحداهما الأولى في كون الباري تعالى مريدا على الحقيقة، الثانية في أن إرادته قديمة لا حادثة، والثالثة أن الإرادة الأزلية متعلقة بجميع الكائنات.
- القاعدة الثانية عشرة: في كون الباري متكلما بكلام أزلي.
- القاعدة الثالثة عشرة: في أن كلام الباري واحد.
- القاعدة الرابعة عشرة: في حقيقة الكلام الإنساني والنطق النفساني.
- القاعدة الخامسة عشرة: في العلم بكون الباري تعالى سميعا بصيرا.
- القاعدة السادسة عشرة: في جواز رؤية الباري تعالى عقلا ووجوبها سمعا.
- القاعدة السابعة عشرة: في التحسين والتقبيح وبيان أنه لا يجب على الله تعالى شيء من قبيل العقل ولا يجب على العباد شيء قبل ورود الشرع.
- القاعدة الثامنة عشرة: في إبطال الغرض والعلة في أفعال الله تعالى، وإبطال القول بالصلاح والأصلح، واللطف ومعنى التوفيق والخذلان، والشرح والختم والطبع، ومعنى النعمة والشكر، ومعنى الأجل والرزق.
- القاعدة التاسعة عشرة: في إثبات النبوات، وتحقيق المعجزات، ووجوب عصمة الأنبياء عليهم السلام.
- القاعدة العشرون: في إثبات نبوة نبينا محمد صلى الله عليه وسلم، وبيان معجزاته ووجه دلالة الكتاب على صدقه، وجمل من معجزاته في السمعيات من الأسماء والأحكام، وحقيقة الإيمان والكفر، والقول في التكفير والتضليل، وبيان سؤال القبر والحشر والبعث والميزان والحساب والحوض والشفاعة والصراط والجنة والنار، وإثبات الإمامة وبيان كرامات الأولياء من الأمة، وبيان جواز النسخ في الشرائع وأن هذه الشريعة ناسخة للشرائع كلها، وأن محمدا المصطفى صلى الله عليه وسلم خاتم الأنبياء وبه ختم الكتاب.

## طبعات الكتاب
طُبع الكتاب بتحرير وتصحيح المستشرق «ألفرد جيوم» عدة مرات، من هذه الطبعات:
1. طبعة لندن سنة 1931م.
2. طبعة أوكسفورد سنة 1934م.
3. طبعة مكتبة المثنى ببغداد (دون ذكر تاريخ الطبع).
4. نشرة الثقافة الدينية مصورة عن الطبعة المصححة للمستشرق «ألفرد جيوم».

ثم طبع الكتاب بتحقيق أحمد فريد المزيدي، الطبعة الأولى لدار الكتب العلمية سنة 2004م. وقد ذيل «ألفرد جيوم» هذا الكتاب ببحث للشهرستاني في «الجوهر الفرد»، وكذلك فعل فريد المزيدي، واختلف الباحثون في هذا البحث هل هو مؤلف مستقل أم هو جزء من الكتاب؟ مع اتفاقهم على صحة نسبته إلى الشهرستاني.